# La Naranjita
La Naranjita är en ort i Mexiko.   Den ligger i kommunen Guadalcázar och delstaten San Luis Potosí, i den centrala delen av landet, 400 km norr om huvudstaden Mexico City. La Naranjita ligger 1 287 meter över havet och antalet invånare är 214.
Terrängen runt La Naranjita är kuperad västerut, men österut är den platt. Runt La Naranjita är det mycket glesbefolkat, med 6 invånare per kvadratkilometer. La Naranjita är det största samhället i trakten. Omgivningarna runt La Naranjita är i huvudsak ett öppet busklandskap.